# Paul Sormani
Paul Sormani (* 1817 in Canzo (Italien) oder Venedig; † 4. Februar 1866 oder 1877 in Paris 3. Arrondissement) war ein französischer Kunsttischler lombardo-venezianischer Herkunft.

## Geschichte
Paul Sormani gründete sein Geschäft 1847 in 7, Saint Nicolas Cemetery, dann 1854 in 114, Rue du Temple, schließlich 1867 in 10, Rue Charlot in Paris. Kaiserin Eugénie, die Frau Napoleons III., machte das Haus erfolgreich, indem sie seine Paläste mit den Kreationen von Paul Sormani dekorierte.
Als Paul Sormani 1877 stirbt, nehmen sein Sohn Paul-Charles (1848–1926) und seine Mutter Ursule Marie Philippine, geborene Bouvaist, ab 1878 die Tätigkeit unter dem Namen "Sormani Veuve Paul et Fils" wieder auf. Der Tischler und Ornamentalist Édouard Lièvre arbeitet mit dem Sormani-Haus zusammen, um einige Möbelstücke zu realisieren, von denen einige nach dem Tod von Paul Sormani hergestellt wurden.
1914 gründete sein Sohn Paul-Charles Sormani gemeinsam mit Thiebault Frères eine Boutique am Boulevard Haussmann 134 in Paris. Maison Thiebault-Sormani wird Möbel insbesondere auf der Internationalen Ausstellung für moderne dekorative und industrielle Kunst in Paris im Jahr 1925 ausstellen: In diesem Geschäft wurden hochwertige Stücke im Stil von Louis XV und Louis XVI hergestellt. Dies dauerte bis 1934, als es geschlossen wurde.
Neben den zahlreichen Exemplaren von Möbeln des französischen 18. Jh. und der Herstellung von Möbeln, die während der Regierungszeit Ludwigs XV. Und Ludwigs XVI. direkt von Modestilen inspiriert waren, stellt Sormani insbesondere Parkettuhren und viele Geschirrteile her als Schmuckschatullen, Bronze-Tintenfässer, Schreibkoffer oder Likörkisten usw. Einige Schreibtischmodelle waren perfekte Nachbildungen der von Jean-Pierre Tahan (Maße, Formen, Intarsien usw.). Viele Möbelstücke von Paul Sormani sind im Nationalpalast von Ajuda in Ajuda, Gemeinde Lissabon, Portugal, ausgestellt.

## Auszeichnungen
Maison Sormani nimmt an den großen internationalen Ausstellungen von 1855, 1862 und 1867 mit „kleinen schicken Möbeln“ und exzellenten Reproduktionen einiger Stücke der National Furniture Guard teil. Sie gewann 1849 eine Bronzemedaille auf der Ausstellung der Zweiten Republik in Paris und erhielt eine Silbermedaille auf der Weltausstellung von 1855 in Paris, eine Bronzemedaille auf der Weltausstellung von 1862 in London.
Auf der Weltausstellung 1867 in Paris wurde seine Arbeit folgendermaßen qualifiziert: „Die gesamte Produktion zeigt eine erstklassige Ausführungsqualität“. Er erhielt dort eine Silbermedaille. Darüber hinaus erhielt Sormani eine Goldmedaille bei der Weltausstellung von 1878 in Paris, ein Ehrendiplom bei der Kolonialausstellung von 1883 in Amsterdam und anschließend den Grand Prix bei der Weltausstellung von Paris im Jahr 1889.